# The Bugs Bunny Blowout
The Bugs Bunny Blowout, conosciuto in Giappone come Happy Birthday Bugs (ハッピーバースディ・バックス) e in America come The Bugs Bunny Birthday Blowout, è il titolo di un videogioco della Kemco pubblicato per il Nintendo Entertainment System. È il sequel di The Bugs Bunny Crazy Castle distribuito nell'anno precedente.

## Storia
Si tratta di un videogioco side-scrolling di avventura dove il giocatore controlla il personaggio più famoso dei cartoni della Warner Bros., Bugs Bunny il quale cerca di realizzare la festa per il suo 50º compleanno. È armato di maglio che può essere usato per sconfiggere vari nemici, deviare certi proiettili o rompere i mattoni. Bugs può anche collezionare cuori per ripristinare la salute o carote per punti bonus. Alla fine di ciascun livello, Bugs Bunny dovrà sconfiggere un personaggio dei cartoni della Warner Bros. come Foghorn Leghorn, Gatto Silvestro o Taz. Porky Pig è raffigurato sulla custodia del gioco ma non vi compare. Questi altri personaggi dei Looney Tunes cercano di ostacolare Bugs perché sono invidiosi di tutte le sue attenzioni.
Livelli:
- 1: Grass land (Daffy Duck, Titti, Daffy Duck, Willy il Coyote)
- 2: Desert (Daffy Duck, Titti, Nessun boss, Yosemite Sam)
- 3: Evening Canyon (Daffy Duck, Taddeo, Daffy Duck, Gatto Silvestro)
- 4: Night Caves (Daffy Duck, Titti, Daffy Duck, Pepé Le Pew)
- 5: Jungle (Daffy Duck, Taddeo, Daffy Duck, Foghorn Leghorn)
- 6: Temple (Daffy Duck, Taddeo, Daffy Duck, Taz)

## Abilità
Le abilità di Bugs Bunny includono: salto, tuffo nei buchi e l'uso del suo maglio come forma di attacco. Può anche atterrare sulla testa dei nemici senza subire danni.

## Avversari
- Daffy Duck: Compare in tutti i livelli. Prende a pugni Bugs. Non è un personaggio da sconfiggere ma uno da evitare affinché Bugs raggiunga la carota gigante che lo porterà al livello successivo.
- Titti: Compare nella maggior parte dei livelli. Lancia pomodori a Bugs.
- Willy il Coyote: Balza addosso a Bugs con coltello e forchetta.
- Yosemite Sam: Spara con le sue pistole.
- Taddeo: Compare nella maggior parte dei livelli. Lancia reti dal suo fucile.
- Gatto Silvestro e Silvestrino: Rotolano verso Bugs su di uno skateboard. Bisogna sconfiggere Silvestrino prima che arriva Silvestro.
- Pepé Le Pew: Crea nuvole contenenti fumi di moffetta.
- Foghorn Leghorn e Henery Hawk: Foghorn cammina avanti e indietro e non può essere sconfitto. Bugs deve abbattere Henery Hawk per sconfiggere Foghorn Leghorn. Quando Henery cade, Foghorn fa lo stesso.
- Taz: Lancia palloni da calcio al giocatore. Bugs deve rimandare i palloni a Taz per sconfiggerlo.
- Regali: Bidoni della spazzatura contenenti mostri, Soap Box Rosse e Grigie, Sveglie esplosive e Martelli ambulanti, sono alcuni dei numerosi nemici che cercheranno di attaccare Bugs a piedi.

## Curiosità
- Sebbene Porky Pig è raffigurato sulla copertina, non compare nel gioco.
- Il manuale incluso nel gioco contiene una schermata di uno dei menù dove si dovrebbe inserire un codice. Se si inserisce il codice che i produttori usano come esempio, il giocatore arriverà in un livello molto avanti nel gioco.
- Il gameplay del gioco è molto simile a quello di Super Mario Bros. 2.